# Église de la Résurrection Voskresenska
Pour les articles homonymes, voir Église de la Résurrection.
L'église de la Résurrection Voskresenska (ukrainien : Воскресенська церква (Київ), est un édifice religieux situé en Ukraine à Kiev qui fait partie de la laure des Grottes de Kiev. 

## Histoire
Elle est construite en style baroque ukrainien XVIIIe siècle. Au XXe siècle lui furent ajouté des portes vers les grottes proches et les grottes lointaines.
Elle aurait été construite sur l'emplacement du monastère Dmitriev du XIe siècle. Elle apparaît pour la première fois sur le plan d'Athanasius Kalnofoyski de 1638 où elle est une église en bois avec nef carrée typique du style polonais. Elle est modifiée pendant la seconde moitié du XVIIIe siècle où elle est visible sur le plan Outchakov de 1695.
L'église en brique date de 1696-98, construite par Konstantin Mokievskyi, colonel de Kyiv, et cousin d'Ivan Mazepa.

## Galerie d'images

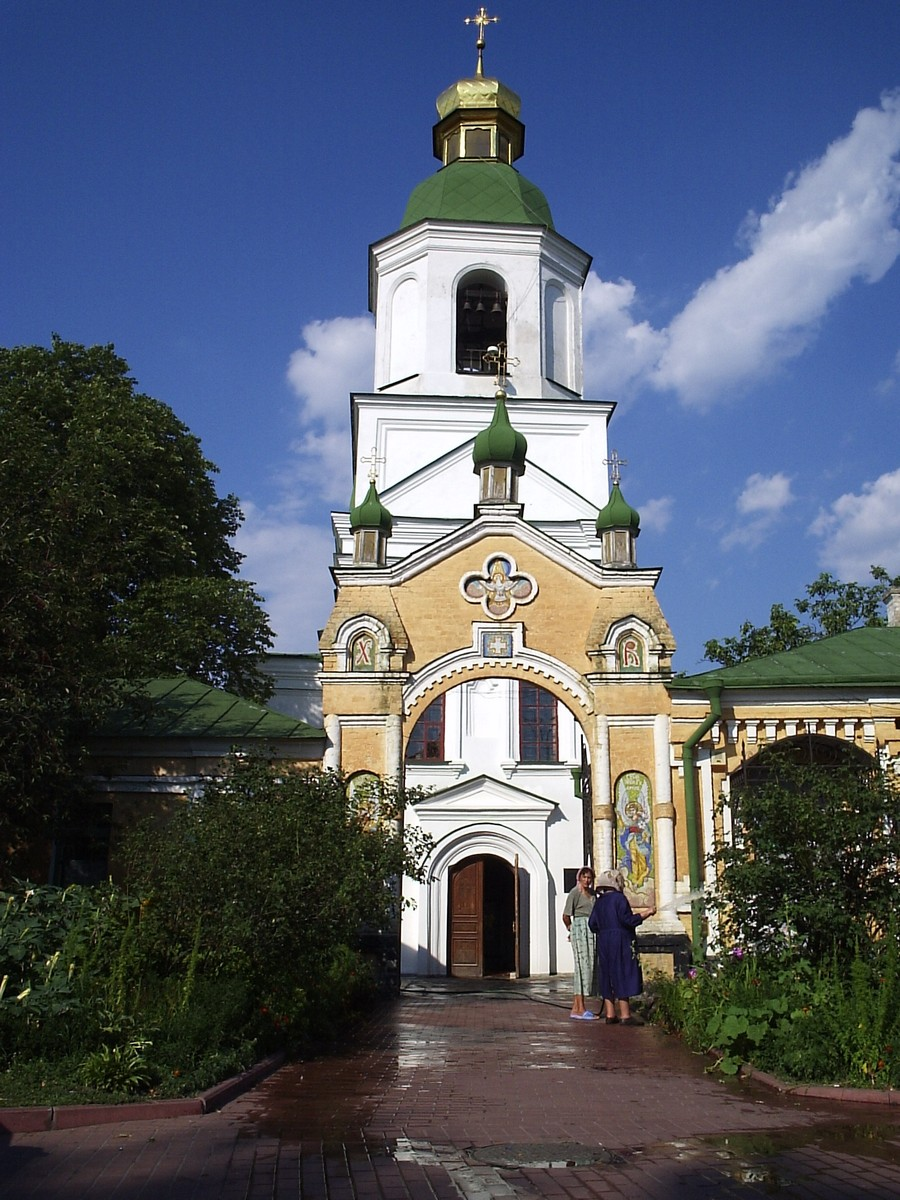
L'église et une porte.
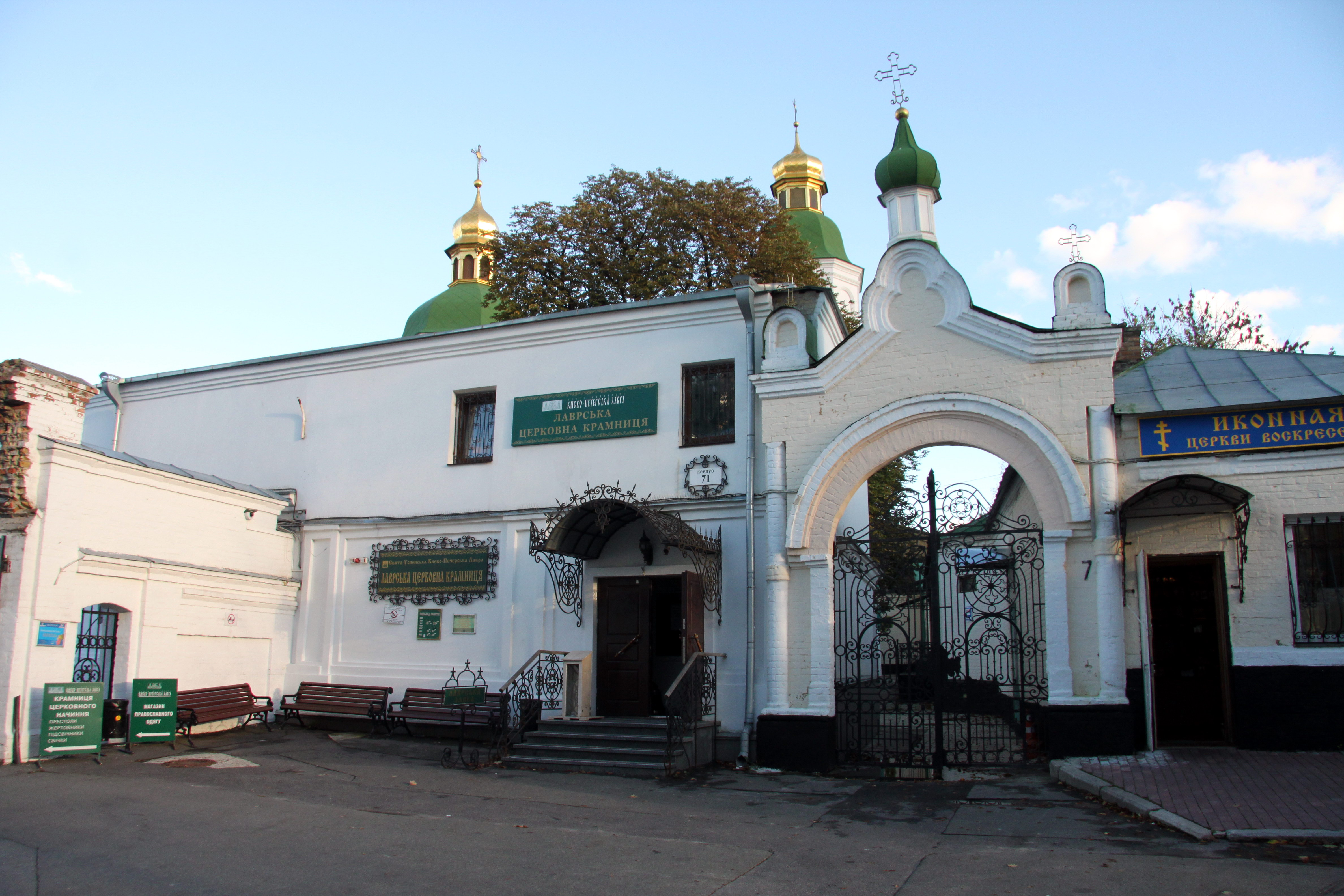
L'autre porte.
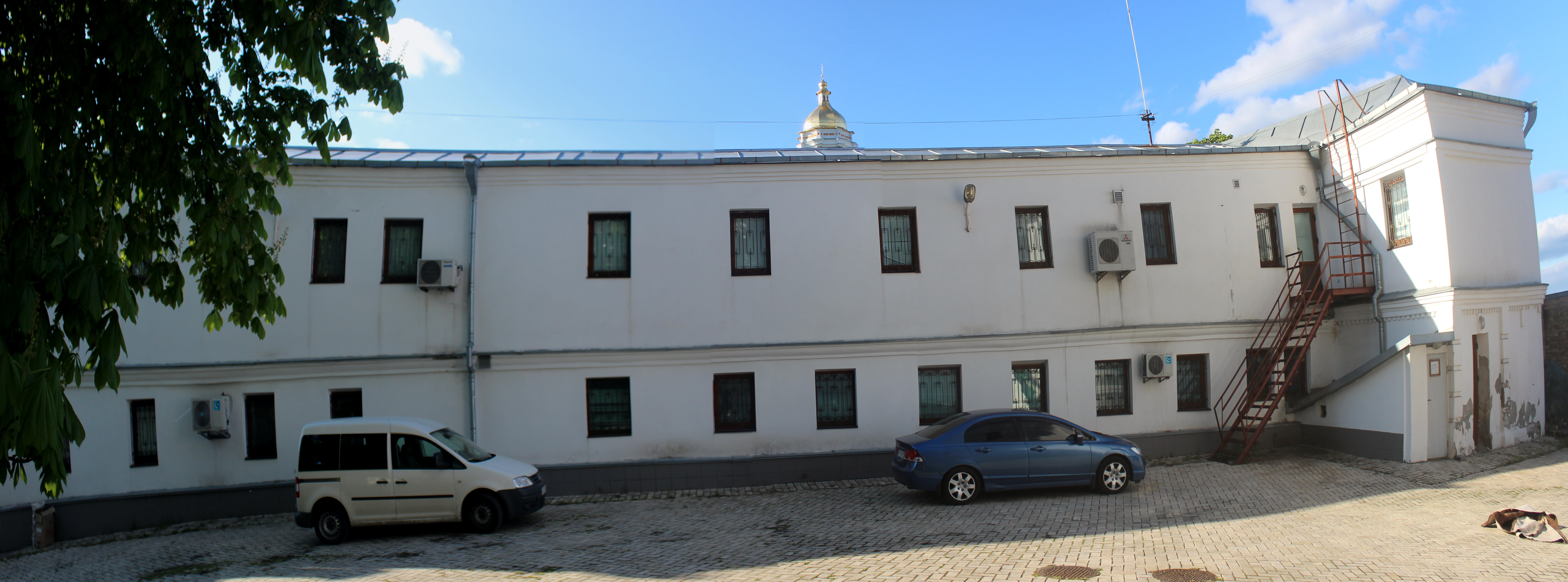
L'hôtellerie.